# La Ilusión, Tumbalá
La Ilusión är en ort i Mexiko.   Den ligger i kommunen Tumbalá och delstaten Chiapas, i den sydöstra delen av landet, 800 km öster om huvudstaden Mexico City. La Ilusión ligger 977 meter över havet och antalet invånare är 112.
Terrängen runt La Ilusión är huvudsakligen kuperad, men åt sydost är den bergig. Runt La Ilusión är det ganska tätbefolkat, med 56 invånare per kvadratkilometer. Närmaste större samhälle är Yajalón, 8,5 km söder om La Ilusión. I omgivningarna runt La Ilusión växer i huvudsak städsegrön lövskog.